# Embragatge Haldex
En automoció, l'embragatge Haldex és un mecanisme fabricat per l'empresa sueca Haldex que serveix per evitar pèrdues de tracció a les rodes en condicions d'acceleració, frenada, entre d'altres.

## Els avantatges de l'embragatge Haldex
Els avantatges que ofereix un vehicle equipat amb embragatge Haldex respecte a un de tracció davantera, o fins i tot a un altre tipus de tracció total, són les següents:
Tracció regulable en les rodes posteriors, la qual és gestionada electrònicament.
Transmissió d'un elevat parell, fins a 3.200 N sobre l'eix posterior.
Reacció ràpida en el repartiment del parell motriu entre eixos. L'eix posterior és capaç de transmetre fins a 1.000 N amb tan sols una diferència de 10º de gir entre eixos.
Conducció confortable, similar a la d'un vehicle de tracció davantera.
És totalment combinable amb les funcions dels sistemes ABS, EBV, EDS, ASR, MSR i ESP.
Possibilita la conducció amb la roda d'emergència, situació en la qual se circula amb tracció davantera.
Permet el remolcat del vehicle amb un eix aixecat.

## Estructura de l'embragatge Haldex
L'embragatge Haldex està format per tres grups de components: mecànics, hidràulics, i electrònics.

### Components mecànics
Els components mecànics assumeixen la funció de transmetre el parell de tracció, procedent de l'arbre cardan, al diferencial mitjançant un embragatge multi-disc.
Les peces que formen els components mecànics són:
- L'arbre d'entrada
- Els discos interiors i exteriors (conjunt multi-disc)
- El disc de lleva
- Els coixinets de corrons amb l'èmbol anul·lar
- L'arbre de sortida

#### Components hidràulics
Els components hidràulics tenen la funció de generar la pressió d'oli suficient per comprimir el conjunt multi-disc aconseguint així que els components mecànics transmetin el parell a l'eix.
Les peces que formen els components hidràulics són:
- La bomba hidràulica (bomba elèctrica d'oli)
- La vàlvula reguladora de pressió
- L'acumulador
- El filtre d'oli
- Vàlvules auxiliars

#### Components electrònics
Els components electrònics tenen la responsabilitat de gestionar la pressió de l'oli que comprimeix més o menys el conjunt multi-disc.
Les peces que formen els components electrònics són:
- La unitat de control
- El transmissor de temperatura
- El servomotor per a la vàlvula reguladora
- El motor de la bomba elèctrica d'oli